# Księgowy Roku
Księgowy Roku to ogólnopolski konkurs rozgrywany corocznie od 1998 do 2009 r. Jego celem było wyróżnianie najlepszych finansistów w Polsce oraz promowanie ich jako liczących się partnerów w zarządzaniu przedsiębiorstwami.
W czterech ostatnich edycjach, przy okazji konkursu dla praktyków rozgrywana była także studencka edycja konkursu. To wydarzenie integrujące środowisko księgowych i specjalistów w dziedzinie finansów, realizowane przez grupę wydawniczą Infor, Stowarzyszenie Księgowych w Polsce oraz producentów oprogramowania branżowego (Matrix.pl zastąpiony w 2005 r. przez Sage Symfonia).  W związku z rezygnacją głównego sponsora, od 2010 r. konkurs nie jest przeprowadzany.
Celem organizatorów było wyróżnianie najlepszych finansistów w Polsce oraz promowanie ich jako liczących się partnerów w zarządzaniu przedsiębiorstwami. Chcąc także uhonorować księgowych na szczeblu lokalnym jury konkursu Księgowy Roku 2007 przyznało tytuły najlepszych księgowych województw.
Od 2006 roku rozgrywany był także konkurs Księgowy Roku dla studentów. Studenci biorący w nim udział rozwiązywali te same zadania co księgowi praktycy, ale byli osobno klasyfikowani.